# Штейнманн, Адельгейд
Адельгейд Штейнманн (нем. Adelheid Steinmann, урождённая Адельгейд Гольцман; 26 апреля 1866 — 20 января 1925) — немецкий борец за права женщин, жена Густава Штейнманна.

## Биография
Адельхайд Хольцманн родилась 26 апреля 1866 года в Гейдельберге в семье теолога Генриха Юлиуса Хольцмана и его жены Каролины Вебер, дочери историка Георга Вебера. В 1886 году она вышла замуж за геолога Густава Штайнмана. У пары родился сын. Один из её внуков — Вульф Штайнман, бывший член Европейской академии наук и искусств и президент Мюнхенского университета Людвига-Максимилиана (1982—1994).
Штайнман успешно боролась за женское образование в немецких университетах. Баден стало первой страной в Германской империи, где женщины были зачислены на зимний семестр 1899/1900 года в Университет Фрайбурга. С 1900 по 1914 год Штейнманн стала председателем Verein Frauenbildung-Frauenstudium. После 1908 года её работа все больше смещалась в политическую сферу, целью было женское избирательное право. С 1912 года она работала с Джули Бассерман в Reichsfrauenausschuss Национал-либеральная партия (Nationalliberale Partei).
В 1918 году Штейнманн стала соучредителем левого крыла Немецкая демократическая партия (Deutsche Demokratische Partei, сокр. DDP). Адельхайд Штайнманн баллотировалась в Рейхстаг в 1919 году, но она передала свое надежное место в списке более молодой Мария Элизабет Людерс. В Бонне Штайнманн была одной из первых женщин-членов городского совета.

## Память
Улица Adelheid-Steinmann-Straße во Фрайбурге.

## Публикации
- Die höhere Mädchenbildung, Vorträge gehalten auf dem Kongreß zu Kassel. Leipzig/Berlin 1908.
- Die Forderung politischer Neutralität im Frauenstimmrecht. — Die Frau, T. 17 (1909/1910), c. 641—648.
- Frauenbewegung und Parteipolitik. — Die Frau, T. 19 (1911/12), c. 481—486.
- Zwei Frauenurteile über Mann, Frau und Familie. — Die Frau, T. 20 (1912/1913), c. 153—159.
- Wieder einmal das Oberlyceum und seine Freunde. — Die Frau, T. 21 (1913/1914), c. 370—374.
- Die Frau in der Familie. — Jahrbuch des Bundes Deutscher Frauenvereine. 1918, c. 31-49.